# Geologia della Costa d'Avorio

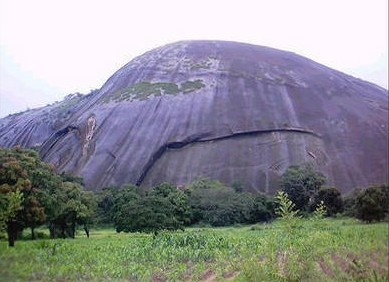
Inselberg a Boundiali

Il territorio della Costa d'Avorio è interamente compreso nel Cratone dell'Africa Occidentale, in una zona caratterizzata dall'assenza di importanti coperture sedimentarie, lo Scudo di Leo-Man.
Le rocce del basamento sono di origine Archeozoica e Paleoproterozoica deformate dall'orogenesi eburniana.
Solo in una ristretta fascia costiera centrata su Abidjan, abbiamo depositi sedimentari di età Meso-Cenozoica.
Il basamento, fatta eccezione per alcuni duomi cristallini, non affiora in superficie; è composto quasi interamente da rocce cristalline o fillitiche, con vari gradi di metamorfismo.
Le formazioni cristalline che occupano circa i due terzi del paese sono suddivise in cinque famiglie dai geologi: 
- migmatiti e gneiss (antiche rocce plutoniche, vulcaniche e sedimentarie sottoposte a metamorfosi),
- charnockiti (graniti a hyperstene) e noriti,
- graniti baulé, che a loro volta comprendono diverse varietà di roccia,
- rocce nere ricche di minerali (dioriti e granodioriti)
- graniti di Bondoukou (spesso granodioritici, ma talvolta anche alcalini).

Le formazioni filladiche sono principalmente composte da scisti, (che variano a seconda del carattere originale dei sedimenti da cui si sono formate e del grado di metamorfismo che hanno subito), ma si rinvengono anche quarziti e arenarie-quarzitiche. A questa famiglia si associano anche rocce metamorfiche di origine non sedimentaria comunemente note come pietre verdi in Costa d'Avorio. 
La ridotta copertura sedimentaria a sud è composta prevalentemente da argille, sabbie e fanghi di origine marina e sabbie argillose di origine continentale.
Per quanto riguarda le risorse del sottosuolo si ricordano i giacimenti petroliferi di Beliér sulla piattaforma continentale, e le miniere di diamanti di Tortiya al nord.

## Pedologia

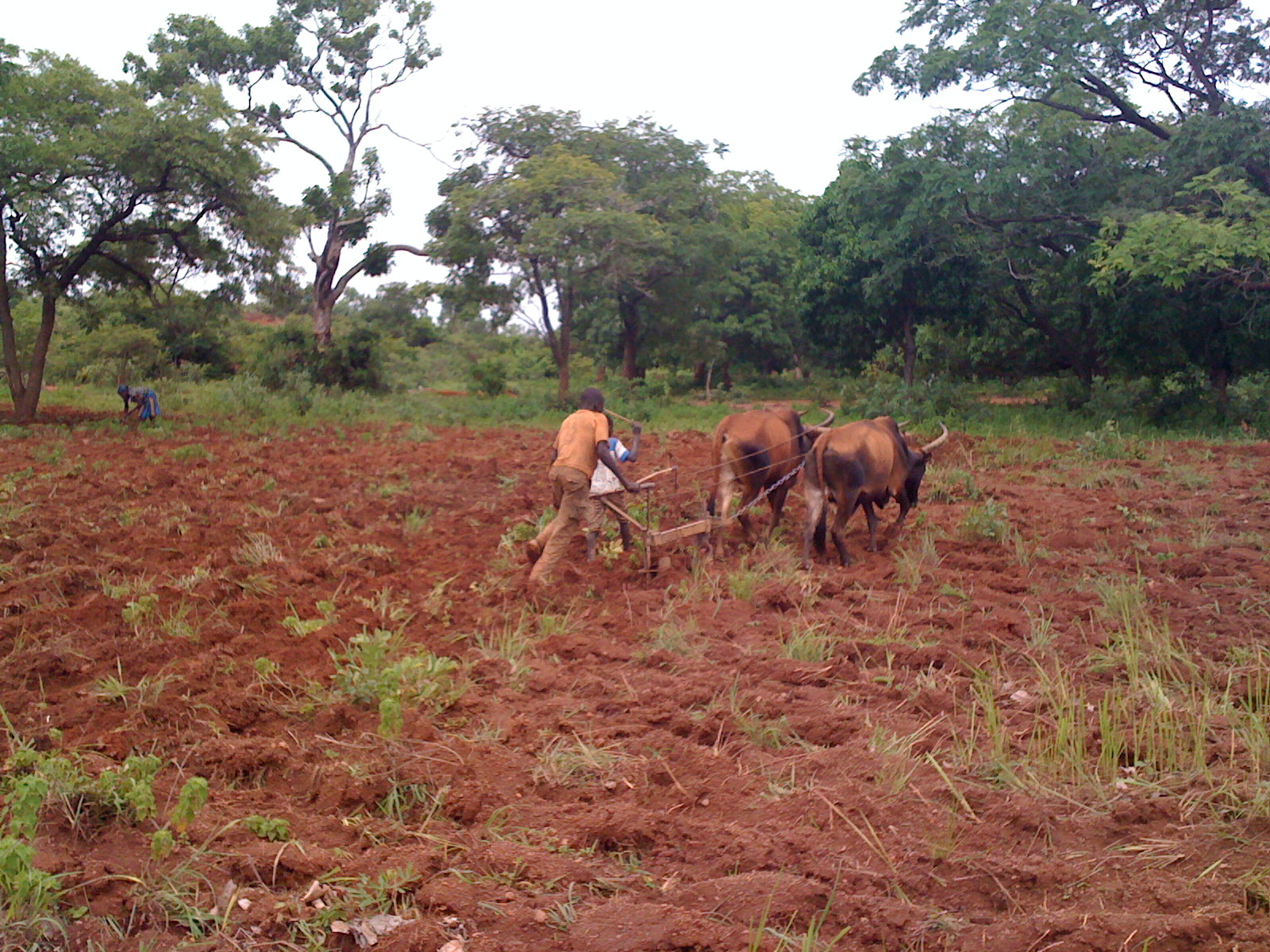
Terreno agricolo a Ferkessédougou

La composizione delle rocce influenza in modo spesso determinante sia le forme del rilievo che la natura dei suoli.
I suoli hanno lo stesso aspetto di quelli di gran parte dell'Africa occidentale: sono spesso mobili, a volte induriti, di colore generalmente rossiccio, dall'ocra rossa al ruggine scuro. Tuttavia, l'impronta equatoriale sul suolo ivoriano è proporzionalmente più marcata rispetto a quella presente in quasi tutti gli altri territori che si trovano a nord del Golfo di Guinea.
I terreni ferralitici coprono la maggior parte del territorio della Costa d'Avorio. Essi sono presenti soprattutto ad Est, Ovest e Sud, nelle aree forestali e pre-forestali, nelle zone di savana sudanese o sub-sudanese, nelle zone settentrionali, ecc. 
I terreni ferruginosi tropicali associati alle rocce granitoidi hanno la loro maggior estensione nel Nord-est, intorno alla città di Bouna e nella zona tra l'alto N'Zi e l'alto Comoé. I suoli associati alle ultime tre classi di rocce cristalline citate sono molto più localizzati; sono associati a territori dalla topgrafia accidentata nelle regioni dell'alto Comoé, delle colline di Yaoure e Bondoukou, e delle catene del Sifié da Oumé a Fetekro.